# Esolus angustatus
Esolus angustatus is een keversoort uit de familie beekkevers (Elmidae). De wetenschappelijke naam van de soort werd in 1821 gepubliceerd door Müller.